# Plain
Plain is een plaats (village) in de Amerikaanse staat Wisconsin, en valt bestuurlijk gezien onder Sauk County.

## Demografie
Bij de volkstelling in 2000 werd het aantal inwoners vastgesteld op 792. In 2006 is het aantal inwoners door het United States Census Bureau geschat op 747, een daling van 45 (-5,7%).

## Geografie
Volgens het United States Census Bureau beslaat de plaats een oppervlakte van 1,9 km², geheel bestaande uit land. Plain ligt op ongeveer 355 m boven zeeniveau.

## Plaatsen in de nabije omgeving
De onderstaande figuur toont nabijgelegen plaatsen in een straal van 24 km rond Plain.